# Real Asociación Belga de Fútbol
La Unión Real Belga de Sociedades de Fútbol Asociación (KBVB/URBSFA) (en neerlandés: Koninklijke Belgische Voetbalbond, en francés: Union Royale Belge des Societes de Football Association) es el organismo rector del fútbol en Bélgica. Fue fundada en 1895 y está afiliada a la FIFA y a la UEFA.
Se encarga de la organización de las competencias tanto masculinas como femeninas tales coma la Primera División y la Copa de Bélgica para el futbol masculino mientras que la Superliga Femenina de Bélgica y Copa Femenina de Bélgica para el fútbol femenino. También es el responsable de ambas selecciones tanto masculina y femenina.

## Unión Belga de Sociedades de Deportes
La Unión Real Belga de Sociedades de Fútbol Asociación tuvo sus orígenes en la Unión Belga de Sociedades de Deportes (UBSSA) (en francés: Union Belge des Sociétés de Sports), máximo rector deportivo en Bélgica en la época. La asociación fue creada el 1 de septiembre de 1895, y englobaba los distintos deportes practicados en la época, siendo por tanto la encargada de crear el primer campeonato futbolístico en el país.
Considerada como una de las Asociaciones deportivas más antiguas e influyentes de la época, fue uno de los miembros fundadores de la Federación Internacional de Fútbol Asociación (FIFA), que vio la luz el 21 de mayo de 1904 en París.